# Никольский монастырь (Реттвик)
Нико́льский монасты́рь (греч. Ησυχαστηριου του Αγιου Νικολαου, швед. S:t Nikolai Ortodoxa kloster) — единственный мужской православный монастырь в составе Шведской и Скандинавской митрополии Константинопольского патриархата, расположенный в городе Реттвик в лене Даларна в Швеции.

## История
В 1973 году находившимся в Швеции на обучении архимандритом Евсевием (Виттисом) (греч. Ευσέβιος Βίττης швед. Eusebios Vittis) в местечке Реттвик был основан скит, который священнослужитель в 1979 году перед отъездом в Грецию передал в ведение Шведской и Скандинавской митрополии. В 1980 году для поддержания деятельности скита было основано братство святители Николая.
Монастырь был полностью разрушен пожаром в октябре 2010 года.
В октябре 2014 года монастырь был возобновлён Шведской митрополией Константинопольского Патриархата, который предпринял его реконструкцию.
16 ноября 2014 года митрополит Шведский и Скандинавский Клеопа (Стронгилис) преобразовал скит в первый в епархии Никольский монастырь.
Монастырский храм построен из дерева. Резные и иконописные работы в нём выполнили греческие мастера.
6 декабря 2015 года митрополит Клеопа возглавил освящение нового храма в монастыре святого Николая и первую Божественную литургию в нём. Затем митрополит совершил заупокойную службу по основателю монастыря — иеромонаху Евсевию (Виттис). Митрополит Клеопа зачитал поздравительное послание Константинопольского Патриарха Варфоломея по поводу освящения нового храма православного монастыря в Раттвике и выразил признательность всем, кто способствовал различными способами этому событию.